# Ulla Danielsson
Ulla Margareta Danielsson, född 26 juni 1943 i Sandviken, är en svensk producent, regissör, programledare och författare.
Ulla Danielsson gjorde skol-TV-serien "Klotet" 18 program tillsammans med Tage Danielsson 1972-73,  där de båda medverkade i rutan och försökte förklara för  Gubben i månen, Andersson i Nedan, hur det ligger till här på jorden med samvaro, hänsyn, vänskap, att vara människa. Hon fortsatte med egna barnprogram i  TV, "Spöket i garderoben", "Kojan"  mm men har mest framförallt verkat vid radion där hon bland annat gjort serien "En dag med Petter" 24 program  1974 - 78 och "Adventskalendern - en historia om två clowner" med Peter Harryson och Gunilla Åkesson 1975. Senare många program om nordisk folktro, klassiska tonsättare, konst, barnprogram och vuxenprogram, radioteater. Hon har skrivit och regisserat stora teateruppsättningar utomhus, t. ex i Mariefred 1993 på stadens torg, "Pax Mariae - ett spel om en stad". Hon ledde Lilla Teatern i Gävle från 1976. Ulla Danielsson var värd för Sommar i P1 1995, vilket hon även hade varit 1978.